# Гамалії

Родинний герб Гамаліїв.
(Щит: у червоному полі на перев'язі справа три зірки (жовтих каменя).
Нашоломник: три страусячі пір'їни.
Щитотримач: праворуч — лев. (Дрия).)

Гамалії — український козацько-старшинський рід XVII—XVIII століть. За легендою Гамалії походили зі старовинного польського шляхетського роду Висоцьких, які були воєводами Подільськими, але пристали до Богдана Хмельницького. Один із Висоцьких виконував дипломатичне доручення Хмельницького в Туреччині. Саме тоді його і прозвали Гамалією, що в перекладі з турецької мови означає «сильний», «здібний до різних справ» чоловік.

## Відомі представники
- Андрій Михайлович Гамалія (?—1696) — лохвицький сотник, генеральний осавул (1689—1694). Прихильник гетьмана Івана Мазепи.
- Антін Андрійович Гамалія (?—1728), брат Михайла Андрійовича Гамалії, заарештований разом із братом і висланий у Сибір.
- Борис Гамалія — реюньйонський поет XX ст.
- Віра Миколаївна Гамалія — історик науки і техніки, доктор історичних наук.
- Григорій Михайлович Гамалія (?—1702) — лубенський полковник (1665—1669, 1687—1688).
- Іван Андрійович Гамалія (1699—1766) — бунчуковий товариш (1720—1744), учасник обрання гетьманом Данила Апостола 1 (12) жовтня 1727 року в Глухові, виконувач обов'язків Генерального судді (1733—1735), наказний миргородський полковник (1750—1752).
- Михайло Андрійович Гамалія (?—?) — полковник полтавський 1702—1703, генеральний осавул (1707—1709). Підтримував політику Івана Мазепи, за що був 1709 року заарештований царськими властями і засланий.
- Михайло Леонтійович Гамалія — лікар, статський радник. Дід Миколи Федоровича Гамалії (старшого).
- Михайло Гамалія (?—?) — полковник черкаський (1662) за гетьманування Якима Сомка.
- Микола Федорович Гамалія (1859—1949) — український і російський мікробіолог і епідеміолог.
- Микола Федорович Гамалія (молодший) (1932—2016) — український науковець-онколог, фотобіолог, фахівець з лазерної медицини, доктор біологічних наук.
- Платон Якович Гамалія (1766—1817) — морський офіцер, викладач, член. Держ. адміралтейського департаменту.
- Стефан (Сит) Гамалія — ігумен. Навчався у КМА. З 1762 — ігумен Віленського Святодухівського монастиря. 1764—1767 — ігумен Київського Видубицького монастиря.
- Гамалія Семен Іванович (1743—1822) — держслужбовець, поет, перекладач. Син священика.
- Яків Гамалія (?—?) — полковник паволоцький (1674) за гетьманування Петра Дорошенка.

У «Реєстрі…» Черкаського полку (1649) згадуються Мисько і Васько Гамалії.

## Вшанування пам'яті
У місті Київ є вулиця Гамаліївська.
У місті Запоріжжя є вулиця Гамалійська.